# 風街に連れてって!
『松本 隆 作詞活動50周年トリビュートアルバム「風街に連れてって!」』（まつもと たかし さくしかつどうごじゅっしゅうねんトリビュートアルバム かぜまちにつれてって）は、松本隆のトリビュート・アルバムである。2021年7月14日に日本コロムビアよりリリースされた。

## 概要
松本隆の作詞活動50周年トリビュートアルバム。日本コロムビアの新レーベル「びいだまレコーズ」第1弾作品。プロデュースは亀田誠治。
2020年12月10日に発売が決定。2021年4月7日に参加アーティスト第1弾、4月29日に第2弾が発表、6月1日にタイトルが発表された。

### リリース
「通常盤」「初回限定生産盤」の2形態で発売。初回限定生産盤にはCDと同内容のLP、及び松本直筆の歌詞やリリー・フランキーによるライナーノーツ、楽曲をイメージした撮り下ろしグラビア、描き下ろし短編漫画などを収録した雑誌仕様の特典本「100%松本隆」が付属する。
2021年7月26日付のオリコン週間ランキングでは週間6位にランクインした。

## 収録曲
1. 夏色のおもいで / 吉岡聖恵
作曲：財津和夫 / オリジナルアーティスト：チューリップ (1973年)
2. 君は天然色 / 川崎鷹也
作曲：大瀧詠一 / オリジナルアーティスト：大滝詠一 (1981年)
6月23日に先行配信された[6]。
3. SWEET MEMORIES / 幾田りら
作曲：大村雅朗 / オリジナルアーティスト：松田聖子 (1983年)
4. SEPTEMBER / 宮本浩次
作曲：林哲司 / オリジナルアーティスト：竹内まりや (1979年)
宮本は自身のカバー・アルバム『ROMANCE』の初回限定盤ボーナスディスク「宮本浩次弾き語りデモ at 作業場」でも、「SEPTEMBER」をカバーしている[7]。
5. Woman“Wの悲劇”より / 池田エライザ
作曲：呉田軽穂 / オリジナルアーティスト：薬師丸ひろ子 (1984年)
6. セクシャルバイオレットNo.1 / B'z
作曲：筒美京平 / オリジナルアーティスト：桑名正博 (1979年)
7. スローなブギにしてくれ (I want you) / GLIM SPANKY
作曲：南佳孝 / オリジナルアーティスト：南佳孝 (1981年)
8. キャンディ / 三浦大知
作曲：原田真二 / オリジナルアーティスト：原田真二 (1977年)
9. 風の谷のナウシカ / DAOKO
作曲：細野晴臣 / オリジナルアーティスト：安田成美 (1984年)
10. ルビーの指環 / 横山剣（クレイジーケンバンド）
作曲：寺尾聰 / オリジナルアーティスト：寺尾聰 (1981年)
11. 風をあつめて / MAYU・manaka・アサヒ（Little Glee Monster）
作曲：細野晴臣 / オリジナルアーティスト：はっぴいえんど (1971年)

## 演奏
- 吉岡聖恵 (いきものがかり)：Vocal (#1)
- 皆川真人：Piano (#1.3.4.5.7-11)
- 小倉博和：Guitars (#1)
- 河村智康：Drums (#1.2.3.4.7.10)
- 亀田誠治
  - Arrangement (All)
  - Bass (#1.2.4.5.6.7.10.11)
  - Wood Bass (#3)
- 今野均ストリングス：Strings (#1.3.9)
- 豊田泰孝
  - Manipulator (#1.4.5.8.9.10.11)
  - Tambourine (#11)
- 三宅彰：Chorus Arrangement (#1)
- 川崎鷹也：Vocal (#2)
- 斎藤有太：Piano (#2.6)
- 佐橋佳幸：Guitars (#2)
- 幾田りら (YOASOBI)：Vocal (#3)
- 宮本浩次 (エレファントカシマシ)：Vocal (#4)
- 西川進：Guitars (#4)
- 山本拓夫：Sax (#4.6)
- 西村浩二：Trumpet (#4.6)
- 村田陽一：Trombone (#4.6)
- 池田エライザ：Vocal (#5)
- 稲葉浩志 (B'z)：Vocal (#6)
- 松本孝弘 (B'z)：Guitar (#6)
- 玉田豊夢：Drums (#6)
- 松尾レミ (GLIM SPANKY)：Vocal (#7)
- 亀本寛貴 (GLIM SPANKY)：Guitar (#7)
- 三浦大知：Vocal (#8)
- DAOKO：Vocal (#9)
- 横山剣 (クレイジーケンバンド)：Vocal (#10)
- 石成正人：Guitar (#10)
- 吉澤達彦：Trumpet (#10)
- 村瀬和広：Tenor Sax (#10)
- MAYU, manaka, アサヒ (Little Glee Monster)：Vocal (#11)
- 吉田圭介：Chorus Arrangement (#11)

## チャート成績
| チャート (2021年)       | 最高位 |
| ----------------------- | ------ |
| 日本 (オリコン)         | 6      |
| 日本 (Download Albums)  | 6      |
| 日本 (Hot Albums)       | 9      |
| 日本 (Top Albums Sales) | 7      |

| チャート (2021年) | 最高位 |
| ----------------- | ------ |
| 日本 (オリコン)   | 18     |

| チャート (2021年)               | 最高位 |
| ------------------------------- | ------ |
| 日本 (オリコンアルバム)         | 144    |
| 日本 (オリコンデジタルアルバム) | 69     |
| 日本 (Download Albums)          | 58     |